# Steamtown National Historic Site

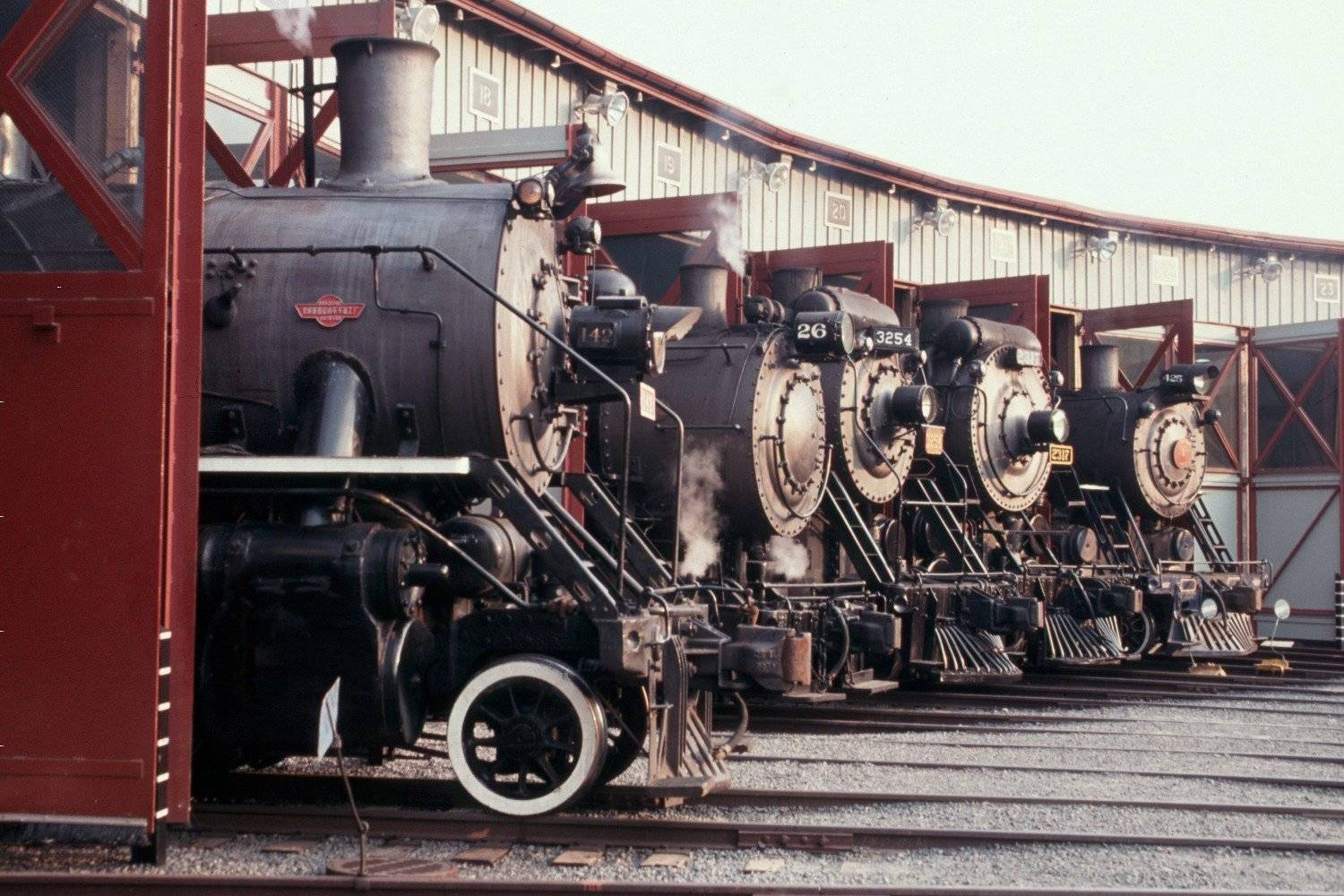
"Five in the Roundhouse"

Die Steamtown National Historic Site, kurz Steamtown, ist ein Eisenbahnmuseum in Scranton, Pennsylvania in den USA.

## Geschichte
Steamtown wurde 1986 durch einen Beschluss des Kongresses ins Leben gerufen, um die Geschichte der amerikanischen Eisenbahnen zwischen 1850 und 1950 darzustellen. Im Sommer 1995 wurde Steamtown schließlich eröffnet.
Die Steamtown-Idee stammte ursprünglich von F. Nelson Blount, einem amerikanischen Millionär, der schon Jahre vor der Eröffnung der National Historic Site begann, historische Eisenbahnfahrzeuge zu sammeln. Da nach dessen Tod im Jahre 1967 bei einem Flugzeugabsturz allerdings die Geldmittel für ein solches lebendiges, historisches Bahnbetriebswerk fehlten, kam dieses Original-Steamtown-Projekt zum Erliegen, bis es vom Kongress wieder aufgenommen wurde.

## Museum und Sammlung
Das Museum benutzt die Anlagen eines ehemaligen Bahnbetriebswerkes der Delaware, Lackawanna and Western Railroad. Das Herzstück der Anlage bildet ein Rundlokschuppen mit dazugehöriger Drehscheibe. In den Museumsräumlichkeiten kann der Besucher die große Zahl an Exponaten, vom Rollmaterial bis hin zum Nachbau eines DL&W-Bahnhofgebäudes, bewundern. Da in Steamtown auch mehrere betriebsfähige Lokomotiven stationiert sind, führt das Museum von Frühling bis Herbst Rundfahrten mit kurzen historischen Personenzügen im Museumsareal durch. Weiters werden auch längere Sonderfahrten zu nahegelegenen Orten durchgeführt.